# Cryptolectica pasaniae
Cryptolectica pasaniae là một loài bướm đêm thuộc họ Gracillariidae. Nó được tìm thấy ở Hong Kong và Nhật Bản (quần đảo Ryukyu).
Sải cánh dài 8-10.2 mm.
Ấu trùng ăn Lithocarpus edulis, Pasania edulis và Quercus bambusifolia. Chúng có thể ăn lá nơi chúng làm tổ.